# Trochosa apothetica
Trochosa apothetica är en spindelart som först beskrevs av Wallace 1947.  Trochosa apothetica ingår i släktet Trochosa och familjen vargspindlar. Inga underarter finns listade i Catalogue of Life.